# Simo (förnamn)
Simo är ett finskt mannamn, som kommer från det hebreiska namnet Simeon. Namnet förekommer också till exempel i Serbien.

## Kända personer med namnet Simo
- Simo Aalto (f. 1960), finländsk trollkarl
- Simo Brofeldt (1892–1942), finländsk kirurg
- Simo Frangén (f. 1963), finländsk komiker
- Simo Häyhä (1905–2002), finländsk soldat
- Simo Matavulj (1852–1908), serbisk författare
- Simo Nurminen (f. 1949),  finländsk orienterare
- Simo Parpola (f. 1943), finländsk assyriolog
- Simo Peura (f. 1957), finländsk biskop
- Simo Rundgren (f. 1953), präst och politiker
- Simo Saarinen (f. 1963), finländsk ishockeyspelare